# Сайфиев, Сироджиддин
Сироджидди́н Сайфи́ев (узб. Sirojiddin Sayfiyev; 20 августа 1982, Самарканд — 20 февраля 2019, там же) — узбекистанский футболист, выступавший на позиции полузащитника. Основную часть карьеры провёл в самаркандском клубе «Динамо».

## Карьера
Сироджиддин Сайфиев начал свою профессиональную карьеру в 2001 году в команде родного города — «Динамо». В составе «Динамо» Сайфиев играл до 2005 года и за это время сыграл в 107 матчах и забил 5 голов. В 2006 году он подписал контракт с казахстанским «Таразом», но сыграл в составе этой команды всего три матча. В конце 2006 года он расторгнул контракт с «Таразом» и вернулся в Узбекистан.
В начале 2007 года подписал контракт с гузарским «Шуртаном». В составе «Шуртана» Сайфиев играл два сезона и за это время сыграл в 47 матчах и забил 6 голов. В 2009 году он вернулся в свой родной клуб — «Динамо». Сироджиддин Сайфиев является одним из гвардейцев клуба, на его счету более 200 матчей, проведённых в составе «Динамо». В составе сборной Узбекистана провёл один матч в 2008 году. В 2014 году получил тяжёлую травму в составе «Динамо». Позднее у него был обнаружен рак. Умер 20 февраля 2019 года после продолжительной болезни.